# Clementi (Suriname)
Clementi, ook wel Keementi, is een Aukaans dorp aan de rivier Tapanahony in het gelijknamige ressort in het oosten van het district Sipaliwini in Suriname. Het ligt samen met het dorp Sajé op een eiland. In de buurt bevindt zich het dorp Draai, dat zich eveneens op een eiland bevindt.
Bewoners uit het dorp stichtten in de 18e of 19e eeuw twee dorpen aan de Sarakreek. Clementi en Sajé werden in 1904 aangedaan tijdens de Tapanahony-expeditie onder leiding van Alphons Franssen Herderschee.
In 2020 en 2021 kwam het dorp in het nieuws omdat bewoners moesten worden geëvacueerd vanwege overstromingen.
Via de zender op het Lelygebergte beschikt het dorp begin 21e eeuw over digitale televisie.

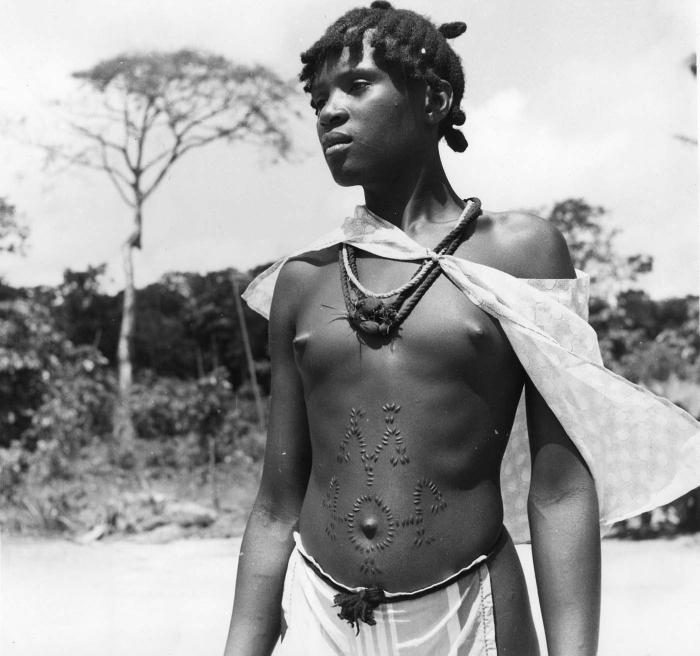
Meisje uit Clementi met buikscarificatie, 1952

Affivisiti · Agaigoni · Ajokojokondre · Akani Pata · Aloepi 1 & 2 · Alopi · Antino · Antonio do Brinco · Apetina · Benanoe · Benzdorp · Clementi · Cottica · Draai · Drietabbetje · Gakaba · Godo-olo · Godoro · Granbori · Herminadorp · Intelewa · Kampoe · Kawemhakan · Koemakapan · Kontina · Lensidede · Maboga · Maisa Kampu · Manlobi · Moitaki · Monpoesoe · Nikie · Paloemeu · Peleloe Tepoe · Peruano · Poeketi · Poeloegoedoe · Ronaldo · Sajé · Tjon Tjon · Tutu Kampu · Wanfinga · Wehejok